# Missile balistico a raggio d'azione definitivo
Un missile balistico a raggio d'azione definitivo (in inglese Ultimate Range Ballistic Missile, sigla URBM) è un tipo di missile balistico mai realizzato se non sotto forma di prototipo, dalla gittata di circa 20.000 chilometri.

## Descrizione
Poiché la circonferenza massima della Terra (cioè l'equatore) misura 40.000 chilometri, ne consegue che è matematicamente certo che un missile URBM può colpire qualunque parte del globo partendo da qualsiasi altra parte. Di conseguenza nella gara a realizzare missili balistici di sempre maggiore gittata questi rappresentavano l'ultimo passo, oltre il quale è inutile andare (di qui l'espressione Ultimate Range).
Lo studio degli URBM riguardò l'Unione Sovietica, che, non avendo molte basi militari all'esterno del proprio territorio nazionale, era particolarmente interessata alla realizzazione di un missile balistico in grado di colpire qualunque parte del pianeta. Tuttavia il grande successo incontrato dallo sviluppo dei missili balistici lanciati dai sottomarini (SLBM) unitamente a una intensa sperimentazione e produzione sovietica di battelli a propulsione nucleare, determinò l'abbandono di tali studi senza che si fosse prodotto alcun risultato operativo. Difatti, gli SLBM, oltre ad essere più economici, erano facili da difendere da un attacco a sorpresa nemico per via dell'enorme difficoltà nell'individuazione dei sottomarini, e risultavano essere molto più precisi poiché potevano essere lanciati in prossimità del territorio nemico.
Gli Stati Uniti, invece, dato l'ampio numero di basi militari di cui disponevano all'estero, si disinteressarono sempre a questo genere di missili balistici, concentrandosi invece sui ICBM. Finora non risulta che vi sia mai stato alcun interesse nei confronti degli URBM neanche da parte della Francia, del Regno Unito e della Cina.